# Georg V. (Vereinigtes Königreich)

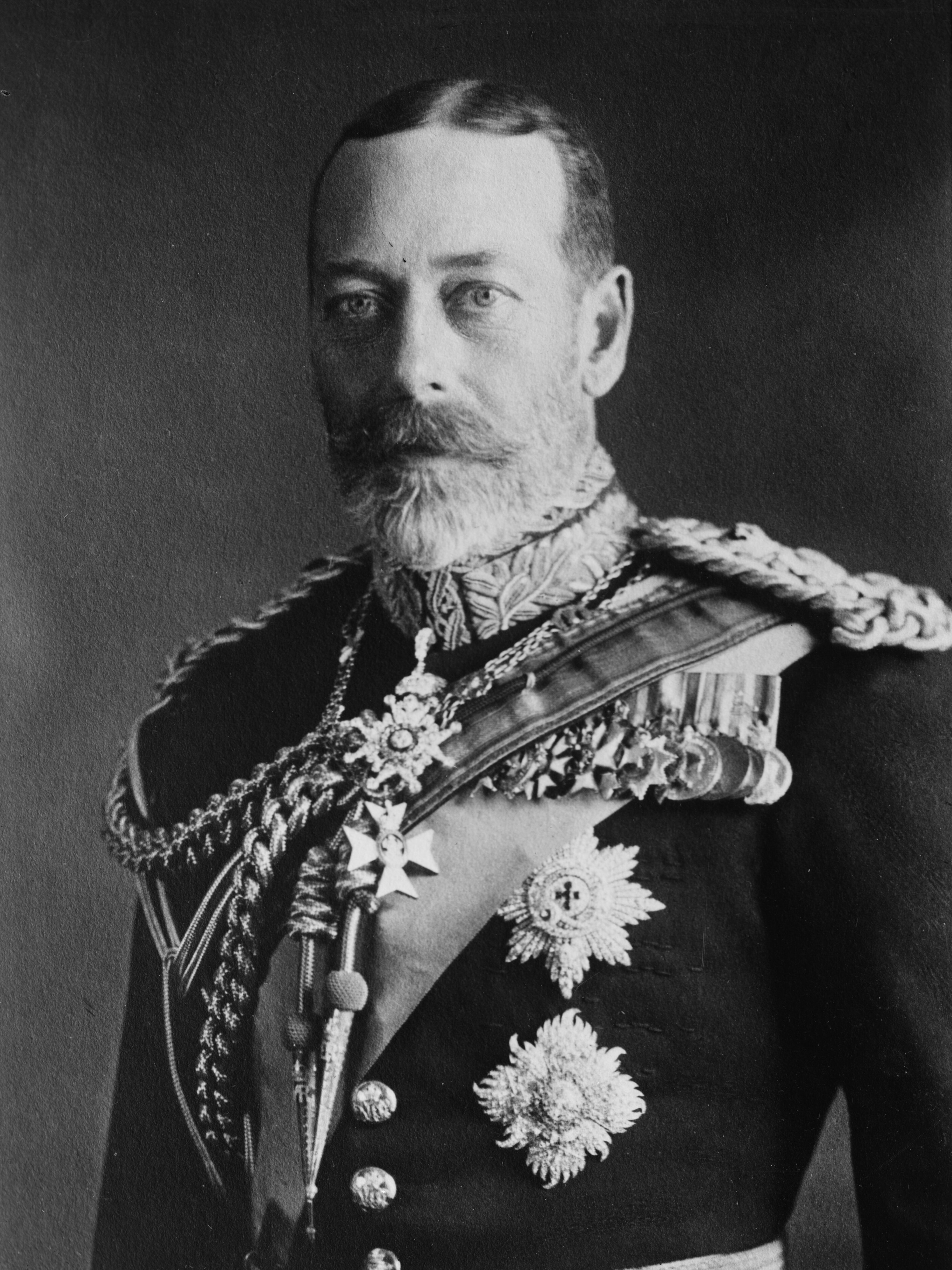
Georg V. (Foto von 1923)

Georg V. (englisch: George V, gebürtig HRH Prince George Frederick Ernest Albert of Wales; * 3. Juni 1865 in Marlborough House, City of Westminster, London; † 20. Januar 1936 in Sandringham House, Norfolk) aus dem Haus Sachsen-Coburg und Gotha war vom 6. Mai 1910 bis zu seinem Tod König des Vereinigten Königreichs von Großbritannien und Irland (ab 12. April 1927 Nordirland), König der britischen Dominions sowie Kaiser von Indien.
Aufgrund des innenpolitischen Drucks während des Ersten Weltkriegs änderte Georg V. am 17. Juli 1917 den anglisierten Namen seiner Dynastie Saxe-Coburg and Gotha in den bis heute verwendeten Namen Windsor.

## Leben

### Herkunft

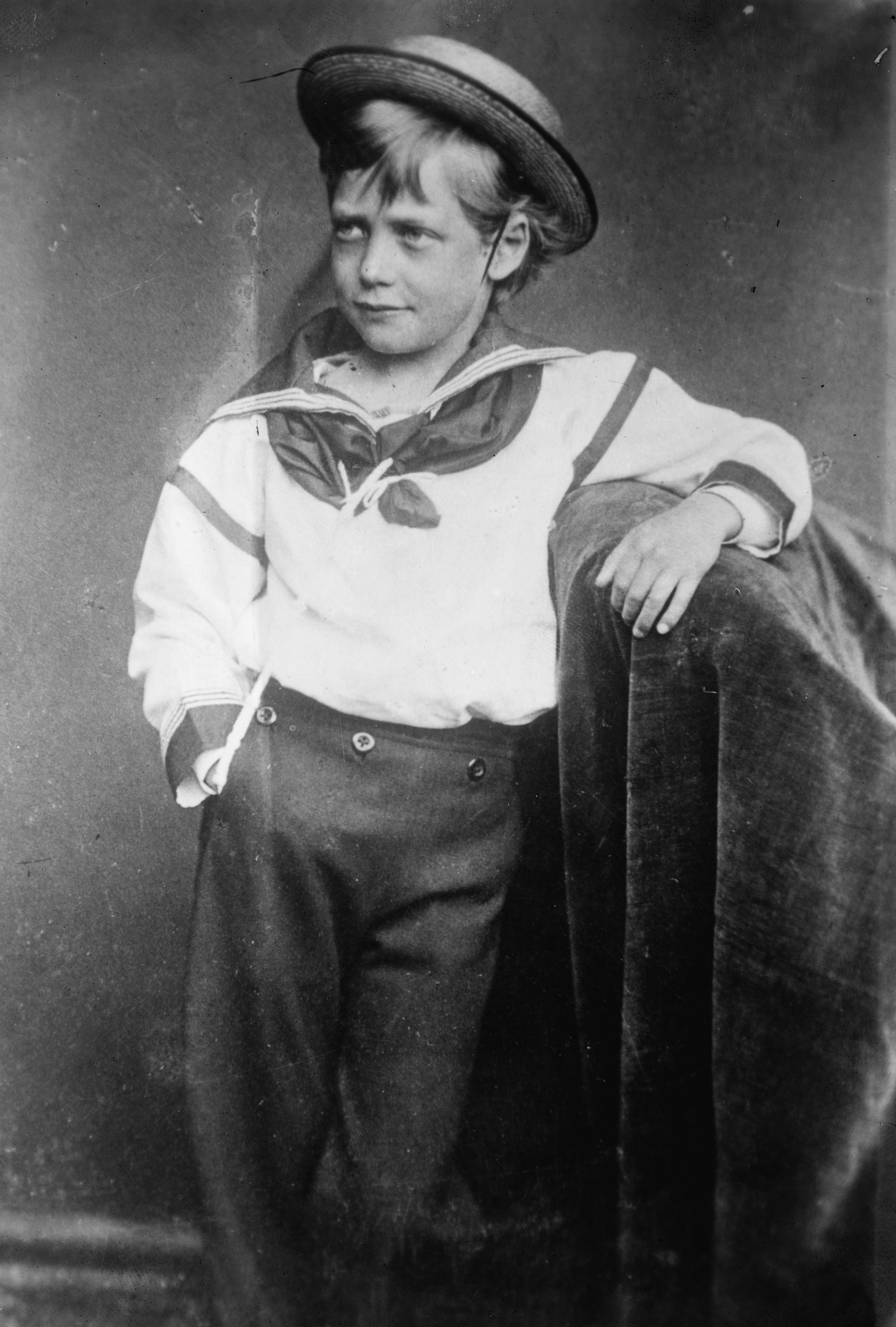
Im Alter von 5 Jahren

HRH Prince George of Wales war der zweite Sohn des britischen Kronprinzen Albert Eduard, Prince of Wales (ab 1901 Eduard VII.) und dessen Gemahlin Alexandra von Dänemark. Er wurde am 3. Juni 1865 in der Londoner Stadtresidenz Marlborough House geboren und der Erzbischof von Canterbury, Charles Longley, taufte ihn am 7. Juli auf den Namen George Frederick Ernest Albert.
Väterlicherseits war Georg ein Enkel der regierenden britischen Königin Victoria und stand hinter seinem Vater und dem älteren Bruder Albert Victor an dritter Stelle der Thronfolge. Mütterlicherseits stammte er von Dänemarks König Christian IX. ab, der den Beinamen Schwiegervater Europas trug. Aufgrund der Heiratspolitik seiner Großeltern bestanden zu zahlreichen europäischen Herrscherfamilien enge Verwandtschaftsbeziehungen. Georg war beispielsweise mütterlicherseits ein Cousin des russischen Zaren Nikolaus II., dem er äußerlich sehr ähnlich sah, und väterlicherseits ein Cousin des Deutschen Kaisers Wilhelm II.

### Frühe Jahre

Georg als junger Prinz

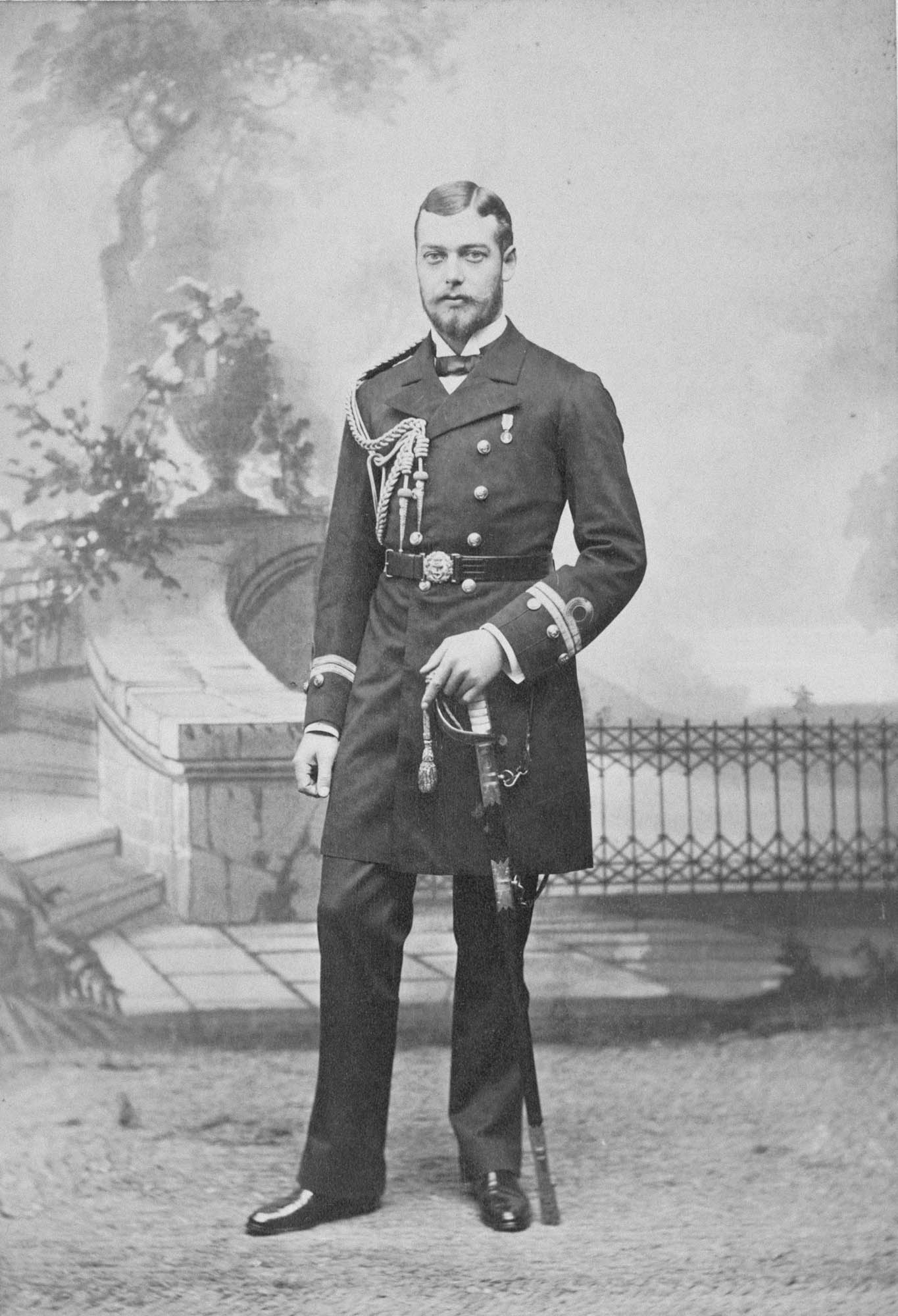
Georg als Offizier der Royal Navy (1885)

Bis zum sechsten Lebensjahr waren Kindermädchen und Gouvernanten für die Erziehung Georgs und seines siebzehn Monate älteren Bruders Albert Victor (genannt „Eddy“) verantwortlich. Auf Anweisung des Prince of Wales genossen seine fünf Nachkommen – neben den Prinzen hatte das Thronfolgerpaar mit Louise, Victoria und Maud noch drei Töchter – eine ungezwungene und liberale Erziehung, der es stark an Disziplin fehlte, weshalb sich Königin Victoria häufig über das schlechte Benehmen ihrer Enkel beklagte. Ab 1871 unterstand die Erziehung dem anglikanischen Geistlichen John Neale Dalton, der den beiden Prinzen die nächsten zwölf Jahre als Hauslehrer zur Seite stand, sich für diese Aufgabe jedoch nur bedingt geeignet zeigte. Dalton gelang es nicht, das Interesse der Prinzen an den Lerninhalten zu wecken, weshalb die schulischen Leistungen Georgs und insbesondere Albert Victors als unterdurchschnittlich beschrieben wurden.
Im September 1877 traten die Prinzen in die Royal Navy ein. Als Seekadetten auf dem Schulschiff HMS Britannia in Dartmouth durchliefen sie eine militärische Ausbildung, die sich durch Drill, strenge Disziplin und eine spartanische Lebensführung auszeichnete. Anschließend begaben sie sich zur weiteren Ausbildung in Begleitung Daltons an Bord der Panzerkorvette HMS Bacchante auf eine dreijährige Weltreise (1879–1882). Dabei bereisten sie die Westindischen Inseln, Virginia, Südamerika, die Falklandinseln, Australien, die Fidschis, Japan, Ceylon, die Kapkolonie, Aden, Ägypten, Palästina und das Mittelmeer. Zur Verbesserung ihrer mangelhaften Französisch- und Deutschkenntnisse schloss sich nach ihrer Rückkehr ein sechsmonatiger Sprachaufenthalt in Lausanne an, der jedoch nicht den gewünschten Erfolg erzielte.
1883 wurden die Brüder voneinander getrennt. Während Albert Victor das Trinity College der University of Cambridge besuchte, verfolgte Georg weiterhin seine Offizierskarriere in der Royal Navy. Nach dem Besuch des Royal Naval College in Greenwich diente er von 1886 bis 1888 der Mediterranean Fleet auf Malta, dem größten Flottenverband des Vereinigten Königreichs. Oberbefehlshaber war sein Onkel Alfred, Duke of Edinburgh. Mit der Übernahme eines Torpedoboots (HMS Torpedo Boat no. 75) erhielt Georg 1889 sein erstes eigenes Kommando, 1890 befehligte er das Kanonenboot HMS Thrush im Nordatlantik (Atlantic Fleet). Im August 1891 wurde er zum Commander befördert und erhielt den Befehl über den Geschützten Kreuzer HMS Melampus.
Der plötzliche Tod Albert Victors am 14. Januar 1892 beendete Georgs Marinekarriere, der nunmehr zum designierten Thronerben seines Vaters aufrückte. Zum Ausdruck seiner dynastischen Bedeutung verlieh Königin Victoria ihrem Enkel am 24. Mai 1892 den Adelstitel des Duke of York. Dadurch erhielt Georg einen Sitz im House of Lords, ein Appartement im Londoner St James’s Palace (York House) und den Landsitz York Cottage auf dem väterlichen Anwesen in Sandringham. Zur Vorbereitung auf seine künftige Rolle wurde Georg durch den Universitätsprofessor Joseph Robson Tanner in Verfassungsgeschichte unterrichtet, wobei das Standardwerk The English Constitution (1867) von Walter Bagehot den zentralen Lerninhalt darstellte. Der Verfassungstheoretiker Bagehot schrieb dem konstitutionellen Monarchen generell drei grundlegende Rechte zu: „Das Recht, angehört zu werden, das Recht, Rat zu erteilen und das Recht zu warnen.“

### Ehe und Nachkommen

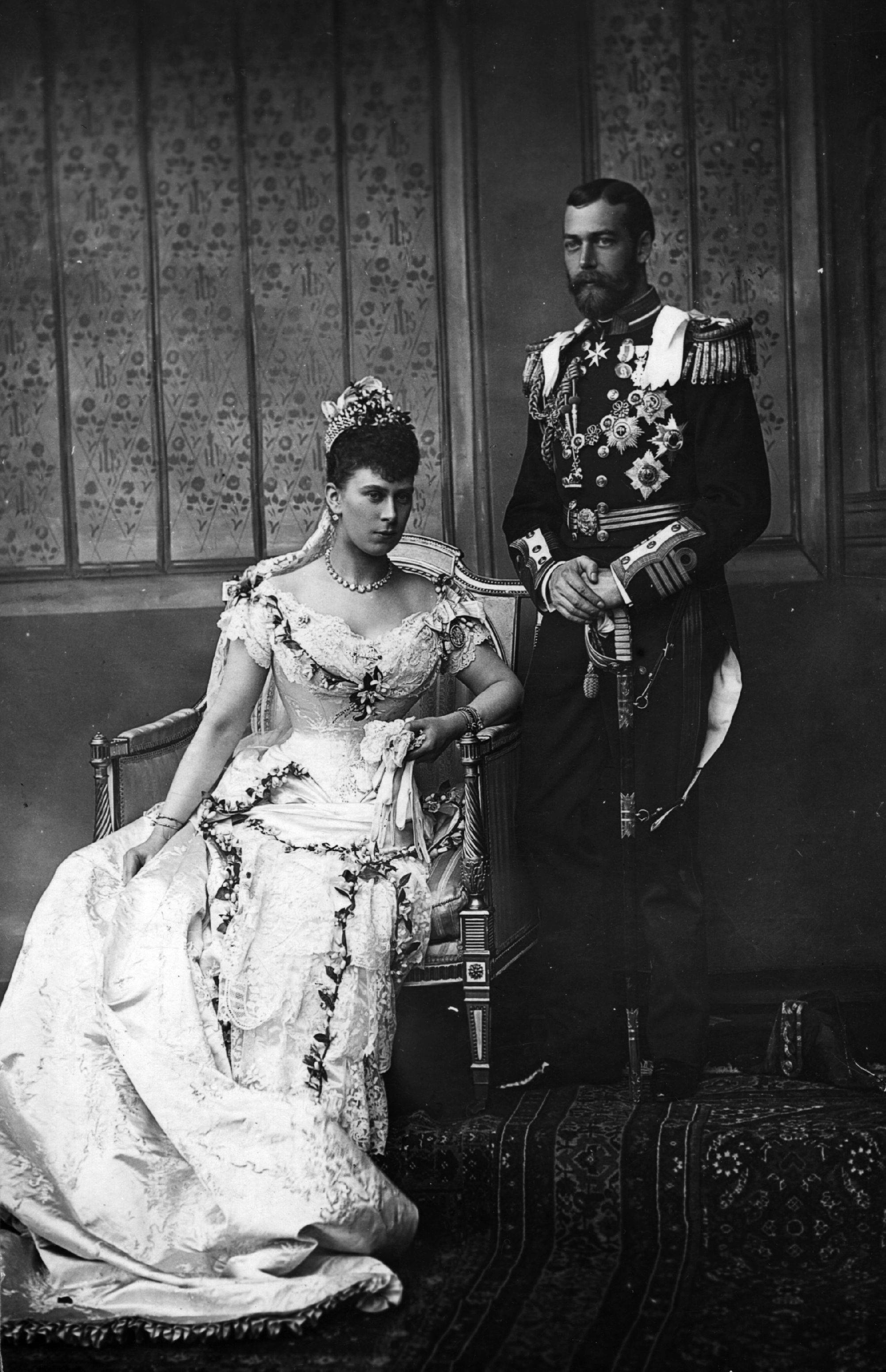
Hochzeitsfoto des Paares

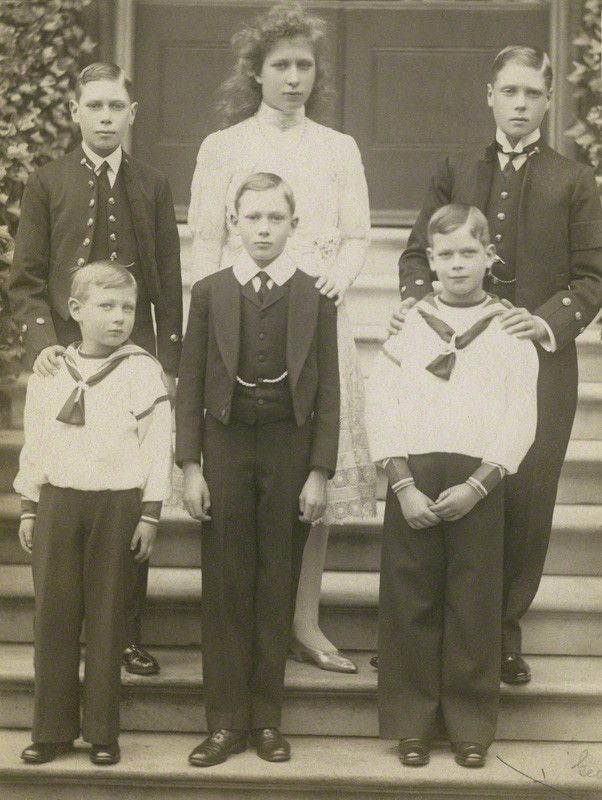
Albert, Mary, Edward (oben, von links), John, Henry, George (unten, von links) um 1910

Während seiner Stationierung auf Malta war Georg häufig im San Anton Palace, der Residenz seines Onkels Alfred, zu Gast. Dabei verliebte er sich in seine Cousine Mary of Edinburgh (Missy) und hielt um ihre Hand an. Sowohl Maries als auch Georgs Vater stimmten der Verbindung zu, jedoch hegte Maries Mutter Marija Alexandrowna Romanowa eine tiefe Abneigung gegen das britische Königshaus und sprach sich daher für einen ausländischen Heiratskandidaten aus, weshalb Marie den Antrag ablehnte. 
Auf Wunsch von Königin Victoria heiratete Georg die Verlobte seines verstorbenen Bruders Maria von Teck (Mary), die mütterlicherseits eine Urenkelin Georgs III. war. Sie war die älteste Tochter des deutschstämmigen Herzogs Franz von Teck und dessen Gemahlin Mary Adelaide of Cambridge. Durch ihre gemeinsame Abstammung waren die Brautleute Tante und Neffe zweiten Grades. Die Hochzeit fand am 6. Juli 1893 in der Chapel Royal des St James’s Palace statt und obwohl die Ehe arrangiert war, entwickelte sich zwischen dem Paar eine Liebesbeziehung. Mary unterstützte ihren Gatten stets loyal, Georg blieb ihr zeitlebens treu verbunden.
Innerhalb von elf Jahren bekam das Paar sechs Kinder:
- Eduard, Prince of Wales (* 23. Juni 1894; † 28. Mai 1972), als Eduard VIII. 1936 König, nach seiner Abdankung Duke of Windsor ⚭ Wallis Simpson;
- Albert, Duke of York (* 14. Dezember 1895; † 6. Februar 1952), als Georg VI. von 1936 bis 1952 König ⚭ Lady Elizabeth Bowes-Lyon;
- Mary, Princess Royal (* 25. April 1897; † 28. März 1965) ⚭ Henry Lascelles, 6. Earl of Harewood;
- Henry, Duke of Gloucester (* 31. März 1900; † 10. Juni 1974) ⚭ Lady Alice Montagu-Douglas-Scott;
- George, Duke of Kent (* 20. Dezember 1902; † 25. August 1942) ⚭ Marina von Griechenland und Dänemark;
- John (* 12. Juli 1905; † 18. Januar 1919).

Zu seinen Kindern pflegte Georg ein distanziertes, wenig emotionales Verhältnis und war ihnen ein strenger, pedantisch veranlagter Vater. Er behandelte seine Söhne wie Seekadetten und verlangte von ihnen ein Höchstmaß an Disziplin, was sich auf ihre Entwicklung teilweise negativ auswirkte. Gegenüber seinem Vertrauten Lord Stanley gestand er: „Mein Vater fürchtete sich vor seiner Mutter, ich fürchtete mich vor meinem Vater und ich will verdammt nochmal sehen, dass sich meine Kinder vor mir fürchten“ („My father was frightened of his mother, I was frightened of my father, and I am damned well going to see to it that my children are frightened of me.“).

### Leben bis 1910

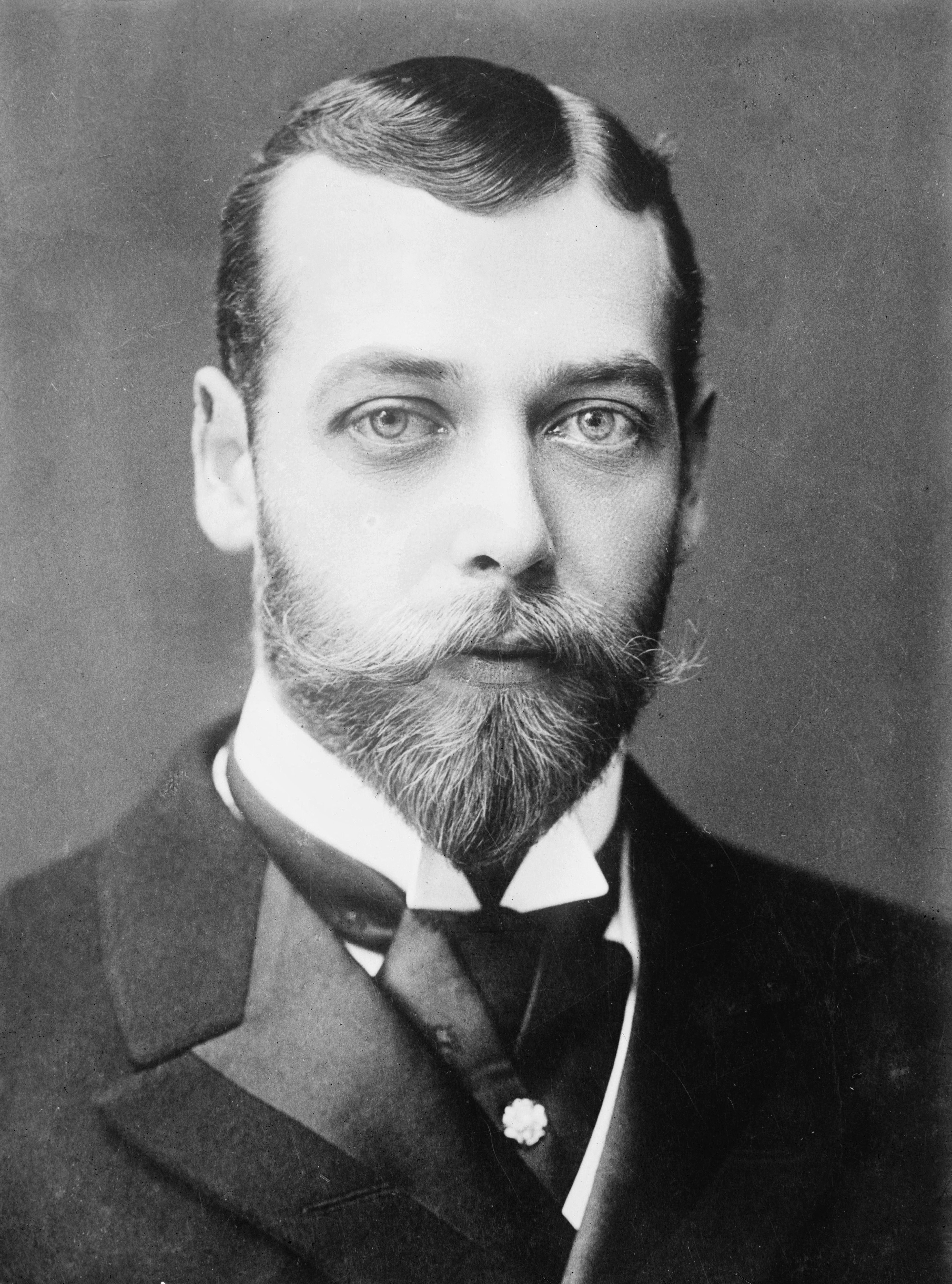
Als Duke of York (1893)

Georg bevorzugte ein ruhiges, zurückgezogenes Familienleben, das regelrecht bürgerlich wirkte. Damit unterschied sich der pflichtbewusste und disziplinierte Duke of York deutlich von seinem lebenslustigen Vater, dessen Haushalt der soziale Mittelpunkt der britischen Oberschicht war. Trotz der wachsenden Anzahl an Kindern lebte das Paar in dem verhältnismäßig beengten York Cottage und genoss das Landleben. Neben den offiziellen Repräsentationsaufgaben für das Königshaus widmete sich Georg ausgiebig seinen Leidenschaften wie der Jagd oder dem Segeln. Er war ein begeisterter Briefmarkensammler und fungierte von 1893 bis 1910 als Ehren-Vizepräsident der Royal Philatelic Society.
Mit dem Tod Victorias am 22. Januar 1901 bestieg sein Vater als Eduard VII. den britischen Thron. Automatisch rückte Georg zum direkten Thronfolger auf und erbte den Titel Duke of Cornwall sowie die Residenz Marlborough House. Den einflussreichen Posten des Privatsekretärs (Private Secretary to the Sovereign) übernahm Arthur Bigge, 1. Baron Stamfordham, der bereits Königin Victoria in gleicher Funktion gedient hatte und dieses Amt bis 1931 bekleidete. Im Auftrag der Regierung unternahm das neue Kronprinzenpaar an Bord des eigens dafür gemieteten Dampfschiffs Ophir eine achtmonatige Reise durch das Britische Empire. Die Reise führte sie über Gibraltar, Malta, Port Said, Aden, Ceylon, Mauritius und Singapur nach Australien, Neuseeland, Kanada, Neufundland und in die Kapkolonie. Georg und Maria nahmen Glückwünsche für den neuen König entgegen und dankten den Dominions für ihre Unterstützung während des Zweiten Burenkriegs (1899–1902). Im australischen Melbourne eröffnete Georg am 9. Mai 1901 die erste Parlamentssitzung des neu geschaffenen Commonwealth of Australia.
Nach der Rückkehr nach Großbritannien verlieh sein Vater ihm den traditionellen Titel des Thronfolgers, indem er Georg am 9. November 1901 zum Prince of Wales ernannte. Eduard VII. war gewillt, seinen Sohn auf dessen zukünftige Rolle als Monarch besser vorzubereiten, als er selbst vorbereitet worden war, weshalb Georg umfangreichen Zugang zu Kabinettspapieren und anderen Staatsdokumenten erhielt. Zwischen 1905 und 1907 bekleidete Georg als Lord Warden of the Cinque Ports das älteste militärische Amt der Monarchie und unterstützte die Marinereformen des Ersten Seelords, Admiral John Fisher.
Auf einer achtmonatigen Rundreise durch Britisch-Indien (Oktober 1905 bis Mai 1906) gewann Georg einen vertieften Einblick in die herrschenden Lebensverhältnisse des Subkontinents. 1906 besuchten der Prince und die Princess of Wales die Hochzeit von Georgs Cousine Victoria Eugénie von Battenberg mit dem spanischen König Alfonso XIII. sowie die Krönungsfeierlichkeiten seiner Schwester Maud und ihres Ehemanns Haakon VII. in Norwegen.

### Als König

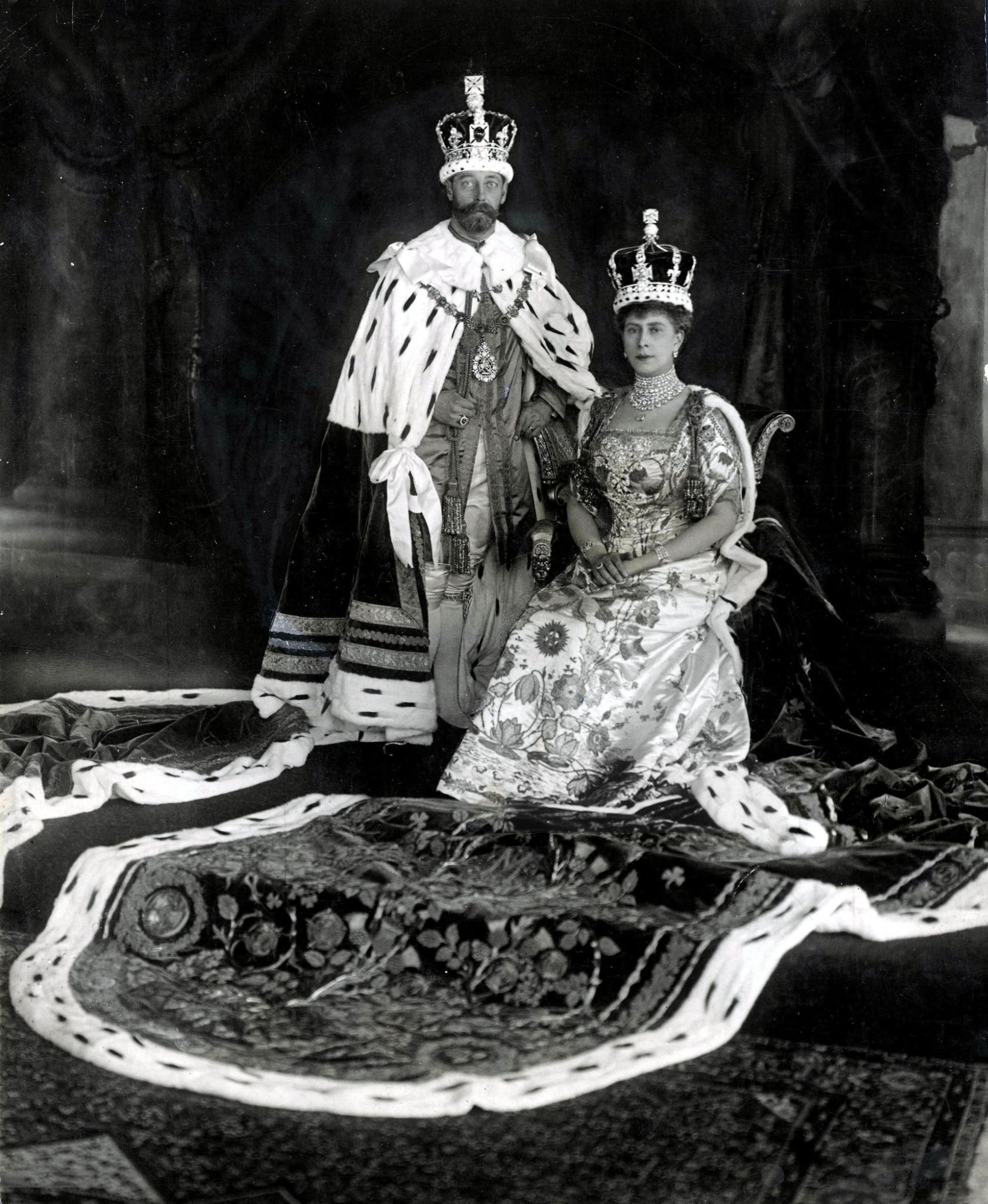
George und Mary im Krönungsornat (1911)

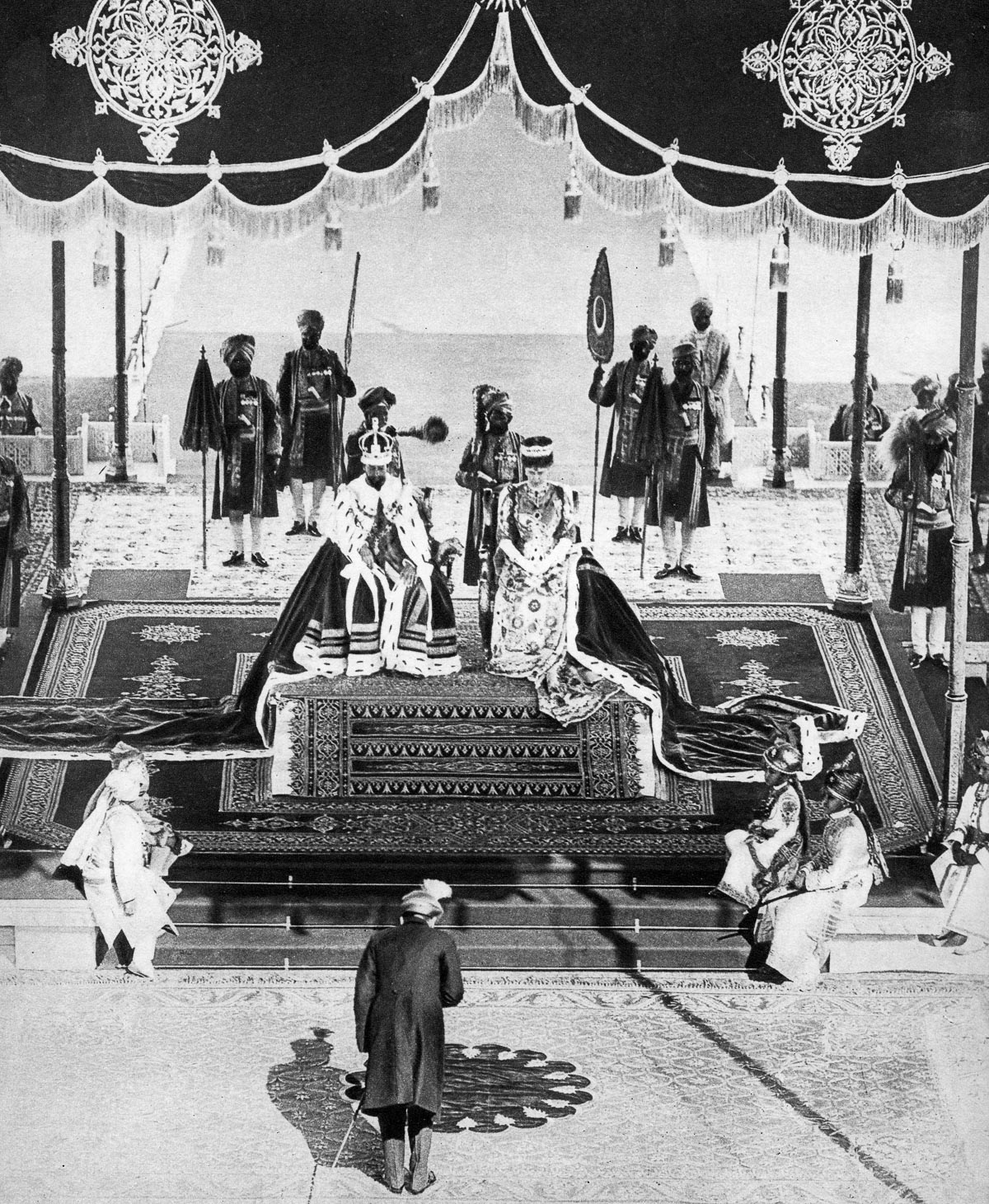
Das Königspaar auf dem Delhi Durbar (1911)

Mit dem Tod Eduards VII. am 6. Mai 1910 fiel die Königswürde an Georg, der am Folgetag vor dem Accession Council im St James’s Palace formal zu Georg V. proklamiert wurde und den monarchischen Eid leistete. Die traditionelle Krönungszeremonie fand am 22. Juni 1911 in der Westminster Abbey statt. Georg wurde durch den Erzbischof von Canterbury, Randall Thomas Davidson, gesalbt und mit der Edwardskrone feierlich gekrönt. Anlässlich der Krönung veranstaltete man im Londoner Crystal Palace das Festival of Empire, einen Vorläufer der Commonwealth Games, die Royal Navy hielt am 24. Juni 1911 vor Spithead eine Flottenrevue ab (Coronation Fleet Review).
Als erster gekrönter Monarch reiste Georg mit seiner Frau nach Britisch-Indien, um persönlich am Delhi Durbar (Hoftag zu Delhi) teilzunehmen. Höhepunkt der mehrtägigen Feierlichkeiten war die offizielle Proklamation zum Kaiser von Indien (Emperor of India) am 12. Dezember 1911 im Coronation Park. Die neu entworfene Imperial Crown of India tragend, nahm Georg in einer mehrstündigen Zeremonie die Huldigungen tausender indischer Fürsten und Würdenträger entgegen. In einer Erklärung verkündete Georg die Verlegung der Hauptstadt von Kalkutta nach (Neu-)Delhi und legte anschließend den Grundstein.
Die ersten Regierungsmonate Georgs V. wurden durch den seit 1909 schwelenden Verfassungskonflikt zwischen dem konservativ dominierten Oberhaus (House of Lords) und dem liberalen Unterhaus (House of Commons) gekennzeichnet. Georg zögerte zunächst, die Mehrheitsverhältnisse des Oberhauses durch die Ernennung liberaler Lords zu verändern („Peer-Schub“). In seiner neuen Funktion wollte Georg nicht mit einer seiner ersten Amtshandlungen einen derart drastischen Angriff auf die Rechte des Adels durchführen und musste vom liberalen Premierminister H. H. Asquith schrittweise zu dieser Zusage überredet werden. Er erhielt zudem gegensätzliche Ratschläge von seinen beiden Sekretären Francis Knollys und Arthur Bigge. Ersterer neigte den Liberalen zu, letzterer ermunterte Georg dazu, Asquith die geforderten Garantien zu verweigern. Vor den Unterhauswahlen im Dezember 1910 gab der König Asquith schließlich jedoch seine Zusage, nach deren Veröffentlichung Asquiths Regierung in der Lage war, die Macht des Oberhauses mit dem Parliament Act von 1911 einzuschränken. Diese legislative Machtverschiebung zugunsten des Unterhauses war besonders zur Lösung der Frage der irischen Selbstverwaltung (Home Rule) von Bedeutung.

#### Erster Weltkrieg

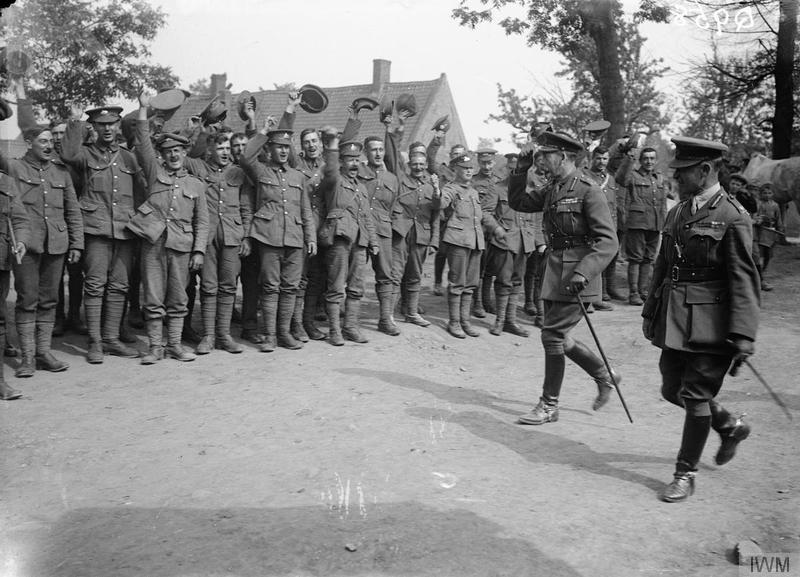
Georg V. (Mitte) während eines Frontbesuchs 1916

Im Verlauf der Julikrise versuchte die britische Regierung zu vermitteln und der wachsenden Kriegsgefahr diplomatisch zu begegnen. Der Vorschlag einer Konferenz der europäischen Außenminister in London fand jedoch keinen Anklang. Angesichts der deutschen Mobilmachungsabsichten gegenüber Russland und dem somit einsetzenden Bündnisfall für die Triple Entente, was unweigerlich zum Ausbruch eines europäischen Krieges führen würde, bot Georg am 31. Juli 1914 in einem Telegramm an Paris und Sankt Petersburg vergeblich seine Vermittlung an: „Um das Missverständnis zu beseitigen“, das seinem Gefühl nach entstanden sein müsse, und „um Unterhandlungen und Friedensmöglichkeiten noch freien Raum zu lassen.“ Nach Verletzung der belgischen Souveränität durch das Deutsche Reich erklärte Großbritannien diesem den Krieg, Georg V. unterzeichnete am Morgen des 4. August 1914 die Kriegserklärung an seinen Cousin Wilhelm II. Als König war Georg nomineller Oberbefehlshaber der britischen Streitkräfte, nahm aber zu keinem Zeitpunkt aktiven Einfluss auf militärische Entscheidungen, sondern seine Rolle beschränkte sich auf rein repräsentative oder zeremonielle Aufgaben. Er verlieh insgesamt ca. 50.000 Orden und Auszeichnungen, besuchte Rüstungsfabriken, Lazarette, Hospitäler und Hinterbliebene. Mehrfach unternahm er Truppenbesuche zum britischen Expeditionsheer an die Westfront oder inspizierte Marinestützpunkte. Um seinen Landsleuten für ihren Einsatz während des Krieges zu danken, stiftete er am 4. Juni 1917 mit dem Order of the British Empire einen Verdienstorden. Während eines Frontbesuchs in Flandern zog sich Georg am 28. Oktober 1915 durch einen Sturz vom Pferd eine schmerzhafte Hüftfraktur zu, die ihn zeitlebens beeinträchtigte.

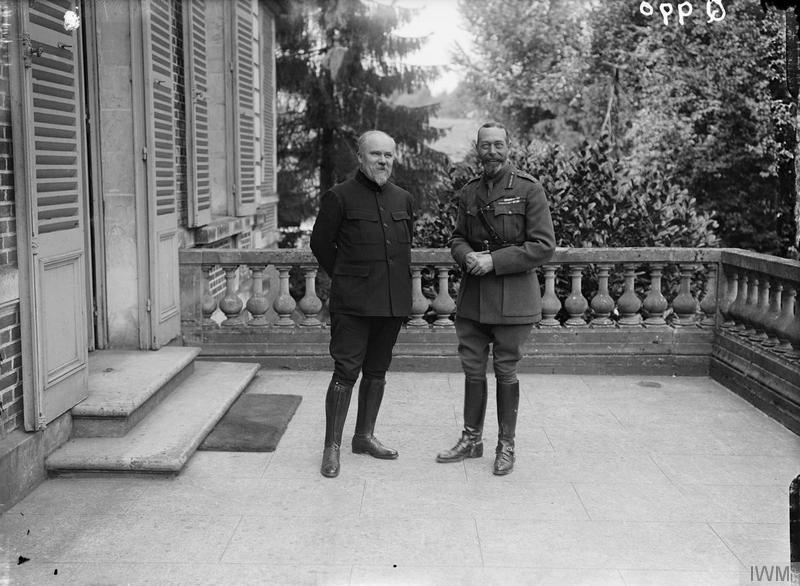
George V. (rechts) und der französische Präsident Raymond Poincaré, Château Val Vion, 12. August 1916

Während der Hochphase der Schlacht an der Somme (August 1916) war der Monarch mehrere Tage im französischen Hauptquartier in Château Val Vion anwesend, um sich mit Frankreichs Staatspräsidenten Raymond Poincaré, General Joseph Joffre und General Douglas Haig auszutauschen.

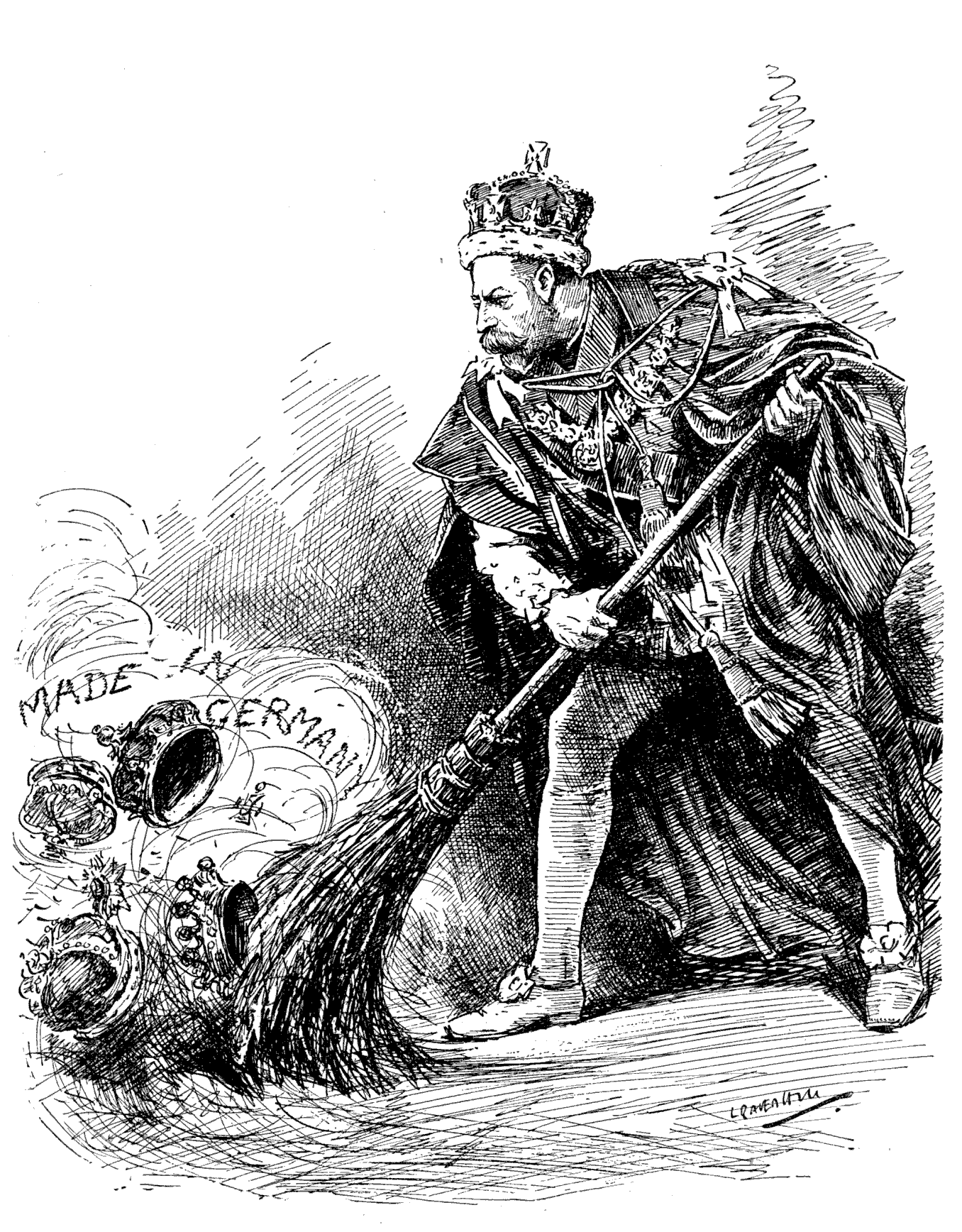
Ein guter Kehraus: „Der König hat eine vom Volk willkommen geheißene Tat begangen, indem er die deutschen Titel, die von den Mitgliedern der Familie Seiner Majestät geführt wurden, abgeschafft hat.“ (Karikatur des Punch, 1917)

Badge des Hauses Windsor

Den Ausbruch des Ersten Weltkriegs begleitete eine massive Welle antideutscher Stimmung, da die britische Öffentlichkeit im Deutschen Reich den Hauptgegner sah. Im Zentrum der Anfeindungen stand zunächst ein Cousin Georgs, Ludwig von Battenberg, der am 27. Oktober 1914 wegen seiner deutschen Herkunft zum Rücktritt als Erster Seelord gedrängt wurde. Mit zunehmender Kriegsdauer verstärkten sich die antideutschen Tendenzen, und auch wenn sich der König als vollkommen britisch bezeichnete, trafen die Ressentiments auch das Königshaus. Als der Premierminister David Lloyd George einmal zu Georg bestellt wurde, soll er angemerkt haben: „Möchte wissen, was mir mein kleiner deutscher Freund zu sagen hat.“ Der Schriftsteller H.G. Wells unterstellte dem Hof in einem Zeitungsartikel, dass von diesem „keine inspirierende Wirkung“ ausgehe und er „fremdländisch geprägt“ sei. Nach deutschen Luftangriffen auf London mit einem Flugzeug namens Gotha G.IV verstärkte sich der innenpolitische Druck auf den König. Der Bevölkerung war bekannt, dass Flugzeuge aus der Heimat ihrer Königsdynastie die Hauptstadt bombardierten. Vor dem Hintergrund der russischen Februarrevolution sah sich Georg V. schließlich zu einem spektakulären Schritt veranlasst. Entschlossen, das Königshaus als britische Institution neu zu definieren, proklamierte er am 17. Juli 1917 die Umbenennung seines deutsch klingenden Hauses Saxe-Coburg and Gotha in Windsor, benannt nach Windsor Castle, das die britische Monarchie seit 800 Jahren symbolisierte. Georg verzichtete für sich und alle Nachkommen Königin Victorias auf sämtliche deutschen Namensrechte und Titel. Demonstrativ ließ er die deutschen Banner aus der St George’s Chapel von Windsor Castle entfernen und leistete mit diesem patriotischen Akt seiner Popularität erheblichen Vorschub. Seinem Beispiel folgend, änderte Georgs Cousin den deutschen Namen Battenberg in die anglisierte Form Mountbatten und erhielt vom König den Titel eines Marquess of Milford Haven. Auch den deutschen Verwandten seiner Gemahlin aus dem Hause Teck verlieh er britische Adelstitel.
Nach der Abdankung des Zaren (15. März 1917) während der Februarrevolution 1917 bot die britische Regierung Nikolaus II. und seiner Familie politisches Asyl an. Aus Furcht, die Anwesenheit des in der britischen Bevölkerung verhassten Zaren könnte auch in Großbritannien den Ausbruch einer Revolution fördern, bewegte Georg die Regierung, das Angebot zurückzunehmen. Der Zar, immerhin ein Cousin Georgs, und seine Familie blieben daraufhin in Russland und wurden im Juli 1918 durch Bolschewiki ermordet.
Am Tage des Waffenstillstands (11. November 1918) ließen sich Georg und Mary auf dem Balkon des Buckingham Palace von einer begeisterten Menschenmenge bejubeln.

#### Spätere Regierungsjahre

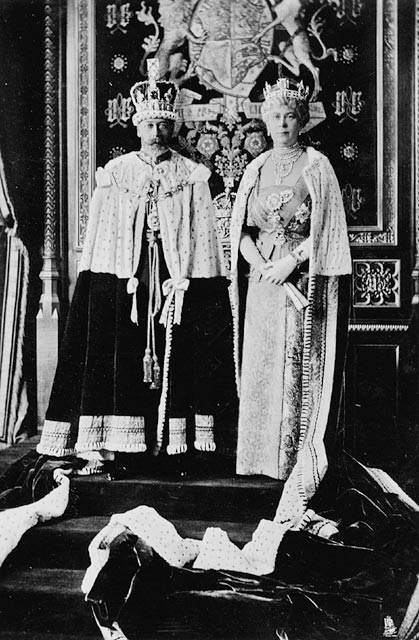
Georg und Maria

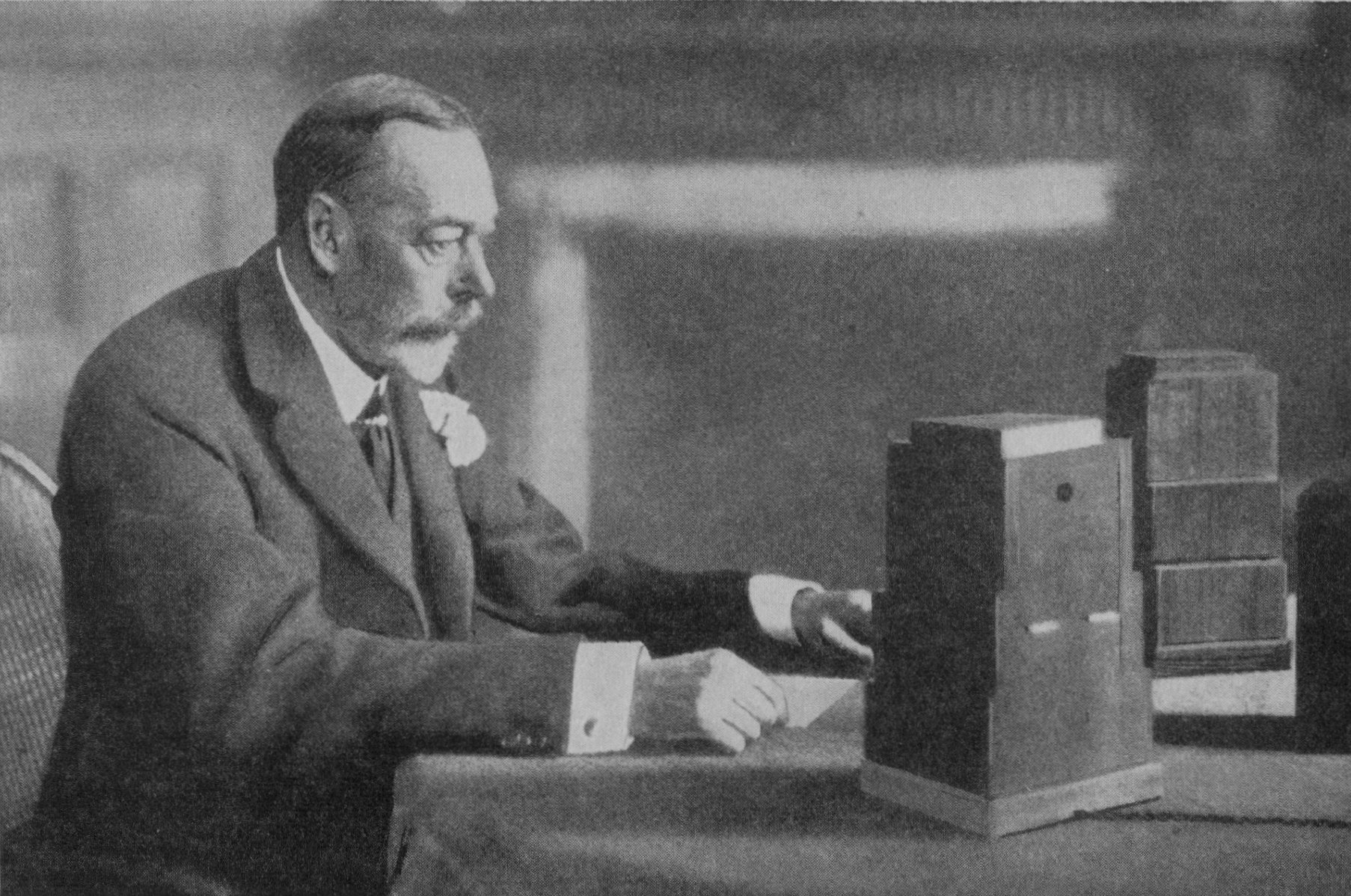
Georg V. hält eine Weihnachtsansprache (1934)

Die politischen Umwälzungen des Ersten Weltkriegs hatten die Monarchien in Russland, dem Deutschen Reich, Österreich-Ungarn, Griechenland und dem Osmanischen Reich zu Fall gebracht, wohingegen sich die britische Monarchie als stabil erwiesen hatte. Trotzdem zeigte sich Georg V. besorgt über den Aufstieg des Sozialismus in Europa, was ihn für die Belange der erstarkenden Arbeiterbewegung sensibilisierte. Vom Wesen her auf Ausgleich bedacht, fügte er sich pflichtschuldig in seine Rolle als konstitutioneller Monarch, als er mit Ramsay MacDonald am 22. Januar 1924 erstmals einen Politiker der Labour Party zum Premierminister ernannte. Georg war ein Musterbeispiel an Disziplin und Moral, und sein taktvolles Verständnis brachte die Monarchie enger mit der Regierungspartei zusammen, wodurch es ihm gelang, sein Ansehen in der Bevölkerung zu erhalten. Während der Weltwirtschaftskrise zu Beginn der 1930er Jahre befürwortete Georg ausdrücklich die Schaffung eines National Government. In der politischen und wirtschaftlichen Krise führte der König mit den konservativen und liberalen Parteiführern Gespräche, um eine Regierung aus „Männern aller Parteien“ zu bilden, was schließlich 1931 zur Schaffung eines Kabinetts aus Mitgliedern der drei großen Parteien unter MacDonald führte. Zur Entlastung des Staatshaushalts gewährte Georg der Regierung die Reduzierung der finanziellen Aufwendungen für das Königshaus.
Unter der Herrschaft Georgs V. erreichte das Britische Empire im Jahr 1922 seine größte Ausdehnung. Es erstreckte sich über eine Fläche von ca. 33,67 Millionen Quadratkilometern, was einem Viertel der Landfläche der Erde entspricht, und umfasste mit 458 Millionen Einwohnern ein Viertel der damaligen Weltbevölkerung. In seinem Herrschaftsbereich hatte sich Großbritannien mit einer Reihe von Konflikten auseinanderzusetzen, wie etwa den indischen Unabhängigkeitsbestrebungen (Massaker von Amritsar) oder dem Irischen Unabhängigkeitskrieg (1919–1921), der als Folge des Anglo-Irischen Vertrages die Teilung der Insel sowie die Umbenennung in Vereinigtes Königreich von Großbritannien und Nordirland nach sich zog. Durch die neue Weltordnung infolge des Ersten Weltkriegs bedurfte es einer grundlegenden Neuausrichtung der britischen Außenpolitik sowie der Neuordnung der Verhältnisse innerhalb des Empire. Auf der von Georg V. eröffneten Imperial Conference von 1926 erhielten die Dominions (Kanada, Neufundland, Australien, Neuseeland, Südafrikanische Union und Irischer Freistaat) gemäß der Balfour-Erklärung die Gleichrangigkeit mit Großbritannien, was ein entscheidender Schritt zur Umwandlung des Empire in das Commonwealth of Nations war. Das Statut von Westminster (1931) machte diese Commonwealth Realms zu selbstverwaltenden autonomen Gemeinschaften und gewährte ihnen die gesetzgeberische Unabhängigkeit.
Obwohl technischen Neuerungen stets zurückhaltend gegenüberstehend, begründete Georg V. durch die Radio-Übertragung seiner Weihnachtsansprache eine Tradition, die bis heute fortgeführt wird. Via British Broadcasting Corporation Empire Service (heute BBC World Service) wurden am Weihnachtstag 1932 in den Ländern des Commonwealth of Nations die Weihnachtsgrüße des Monarchen ausgestrahlt (King’s Christmas Message).
Das Verhältnis Georgs zu seinem ältesten Sohn Prinz Eduard galt zu Beginn der 1930er Jahre als zerrüttet. Insbesondere die Beziehung des Thronfolgers zur geschiedenen Amerikanerin Wallis Simpson lehnte er strikt ab. Der König empfing Simpson nie persönlich und ließ auch seine Frau Mary schwören, dies nach seinem Ableben nicht zu tun. Er äußerte sich über seinen Sohn: „Wenn ich tot bin, wird sich der Junge binnen zwölf Monaten ruinieren.“ (“After I am dead, the boy will ruin himself in twelve months.”)
Das 25. Thronjubiläum Georgs V. (Royal Silver Jubilee) am 6. Mai 1935 wurde von der britischen Öffentlichkeit als nationaler Feiertag zelebriert. Neben zahlreichen Festakten, wie einem Gottesdienst in der St Paul’s Cathedral und der Westminster Hall, paradierten Georg und Mary in einer offenen Kutsche durch London. Das Paar wurde von der Bevölkerung begeistert gegrüßt und die Popularität des „Sailor King“, wie Georg aufgrund seiner Marinekarriere genannt wurde, erreichte ihren Höhepunkt. An fünf aufeinanderfolgenden Tagen zeigte sich das Königspaar auf dem Balkon des Buckingham Palace einer Menschenmenge.

### Lebensende

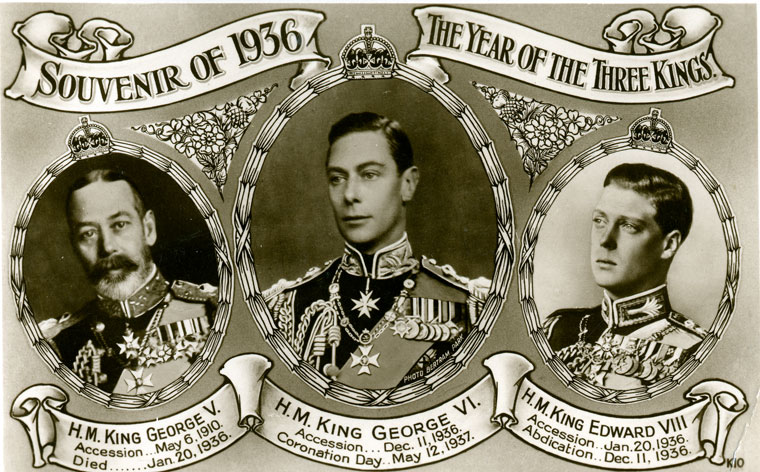
„Das Jahr der drei Könige“

Neben Hüftproblemen seit einem Sturz vom Pferd litt Georg seit Mitte der 1920er Jahre an chronischen Atemwegs- und Brusterkrankungen (Pleuritis und eine chronisch obstruktive Lungenerkrankung); gleichwohl blieb er Kettenraucher. Sein Gesundheitszustand verschlechterte sich deutlich durch eine infektiöse Vergiftung des rechten Lungenflügels, die im November 1928 diagnostiziert wurde und operativ behandelt werden musste (hierzu wurde auch der Rat des auf dem Gebiet der Thoraxchirurgie bekannten deutschen Chirurgen Ferdinand Sauerbruch eingeholt). Bei einem dreimonatigen Kuraufenthalt im südenglischen Seebad Bognor erholte Georg sich langsam wieder. In dieser Zeit ließ er sich von seinem Sohn und Thronfolger, dem späteren Eduard VIII., vertreten. Die öffentliche Sorge um die Gesundheit des Monarchen war damals groß.
Ab dem Frühjahr 1935 litt Georg unter einer generellen Verschlechterung seines Bronchialsystems. Er konnte ab Mitte Januar 1936 das Bett nicht mehr verlassen und starb am 20. Januar 1936 auf seinem Landsitz Sandringham House. Nach der Überführung nach London folgte seine viertägige Aufbahrung in Westminster Hall, ehe sein Sarg am 28. Januar auf einer Lafette unter großer Anteilnahme der Bevölkerung zum Bahnhof Paddington und per Eisenbahn nach Windsor Castle gebracht wurde. Der Lafette folgten seine vier Söhne, angeführt von Eduard VIII., sowie Christian X. von Dänemark, Haakon VII. von Norwegen, Leopold III. von Belgien, Boris III. von Bulgarien und Carol II. von Rumänien. Die Beisetzung erfolgte in der St George’s Chapel von Windsor.
Georgs Leibarzt, Lord Dawson, schrieb in seinem 1986 veröffentlichten Tagebuch, er habe den unvermeidlich gewordenen Tod seines Patienten durch aktive Sterbehilfe um einige Stunden beschleunigt, indem er ihm eine Mischung aus Kokain und Morphium in eine Halsvene injizierte. Er habe die Würde des Monarchen in seiner Agoniephase schützen wollen, indem er ihm einen langen Todeskampf vor den Augen der im Sterbezimmer Anwesenden ersparte. Außerdem habe er erreichen wollen, dass der Tod früh genug eintrat, um in der Morgenausgabe der Times (die er als die wichtigste und würdigste Zeitung des Landes ansah) bekanntgegeben werden zu können. Bei einem späteren Todeszeitpunkt hätte die Öffentlichkeit durch die Boulevard-Abendzeitungen von seinem Tod erfahren.
Noch 1936 entwickelte sich eine Verfassungskrise, an deren Ende Eduard VIII. am 11. Dezember 1936 zugunsten seines jüngeren Bruders Albert abdankte und die Monarchie in eine Krise stürzte (siehe Hauptartikel → Abdankung Eduards VIII.).

## Persönlichkeit

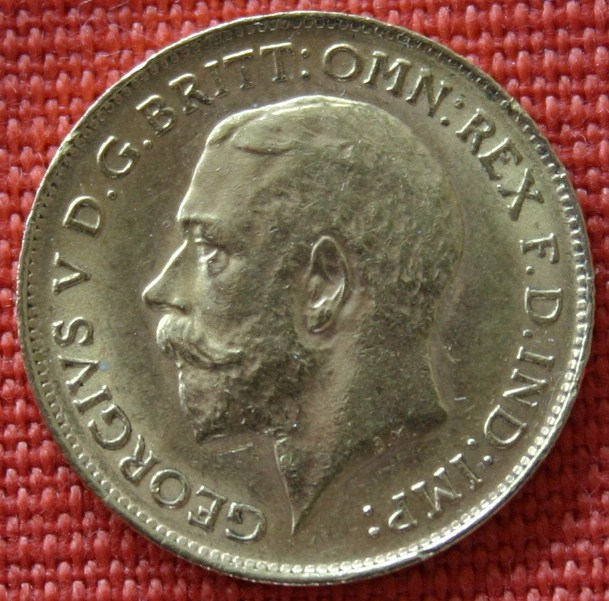
Goldsovereign Georgs V. von 1913

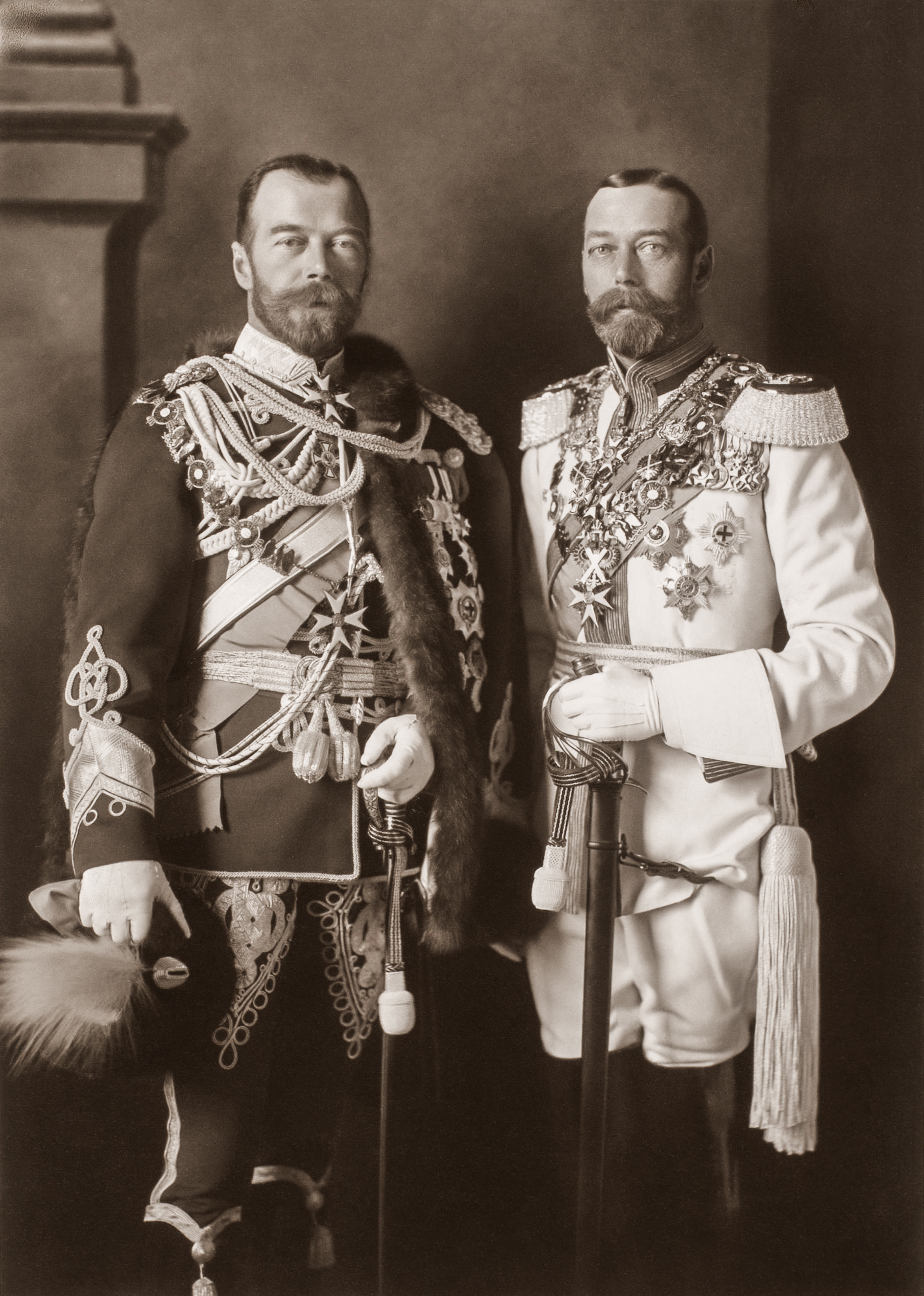
Zar Nikolaus II. (links) und sein Cousin Georg V. (rechts) in Berlin, 1913

Der König war nur mäßig gebildet, wenig belesen und kaum an schönen Künsten und Wissenschaften interessiert. Anders als sein Vater umgab er sich fast exklusiv mit einem Freundeszirkel aus dem alten landbesitzenden Hochadel, mied London und das dortige soziale Umfeld weitestmöglich und pflegte stattdessen freundschaftliche Beziehungen zu Lord Curzon, Lord Derby, dem Duke of Devonshire und dem Duke of Richmond. Der zunehmenden Inflation von Adelsernennungen stand er kritisch gegenüber. Mehrfach beschwerte er sich, dass David Lloyd George in seiner Zeit als Premierminister die königliche Prärogative ignoriere und Peerages verteile, ohne ihn überhaupt zu informieren. Einen Großteil seiner Freizeit verbrachte er als begeisterter Briefmarkensammler (Philatelist). Er baute die Briefmarkensammlung des britischen Königshauses, die Royal Philatelic Collection, auf. Sie gehört heute zu den größten und wertvollsten weltweit und ging nach Georgs Tod in Staatsbesitz über. Er kaufte Raritäten der Philatelie der ganzen Welt. Bei der Versteigerung der seltensten Briefmarke der Welt, der British Guiana 1¢ magenta, wurde er jedoch von Arthur Hind überboten. Diese Auktion fand im Zuge der Auflösung der Ferrary-Sammlung statt. Seine große Begeisterung für die Philatelie sorgte auch für eine Ausbreitung des Hobbys in Großbritannien.
Seine besondere Leidenschaft galt dem Segelsport. Mit der Regattayacht HMY Britannia, die er von seinem Vater, König Edward VII., geerbt hatte, nahm er sehr erfolgreich an vielen Regatten insbesondere zur Cowes Week teil. Auf seinem Sterbebett verfügte er, dass seine geliebte Yacht ihm in den Tod folgen sollte. Sie wurde wunschgemäß bei der Isle of Wight von einem Kriegsschiff der Royal Navy versenkt.

## Wappen und Titel

George, Duke of York
George, Prince of Wales
König Georg V.
König Georg V. in Schottland
Monogramm Georgs V.

- 3. Juni 1865 bis 24. Mai 1892: His Royal Highness Prince George of Wales
- 24. Mai 1892 bis 22. Januar 1901: His Royal Highness The Duke of York, Earl of Inverness, Baron Killarney
- 22. Januar 1901 bis 9. November 1901: His Royal Highness The Duke of Cornwall and York, Duke of Rothesay
- 9. November 1901 bis 6. Mai 1910: His Royal Highness The Prince of Wales, Earl of Chester
- 6. Mai 1910 bis 12. April 1927: His Majesty George V, by the Grace of God, of the United Kingdom of Great Britain and Ireland and of the British Dominions beyond the Seas, King, Defender of the Faith, Emperor of India
- 12. April 1927 bis 20. Januar 1936: His Majesty George V, by the Grace of God, of Great Britain, Ireland and the British Dominions beyond the Seas, King, Defender of the Faith, Emperor of India

## Ahnentafel
| Ahnentafel König Georg V.  | Ahnentafel König Georg V.                                                                                     | Ahnentafel König Georg V.                                                                                     | Ahnentafel König Georg V.                                                                                        | Ahnentafel König Georg V.                                                                                        | Ahnentafel König Georg V. | Ahnentafel König Georg V. | Ahnentafel König Georg V.                                                                                | Ahnentafel König Georg V.                                                                       |
| -------------------------- | --- | --- | --- | --- | --- | --- | --- | ----------------------------------------------------------------------------------------------- |
| Ururgroßeltern             | Herzog Franz von Sachsen-Coburg-Saalfeld (1750–1806) ⚭ 1777 Gräfin Auguste Reuß zu Ebersdorf (1757–1831)      | Herzog August von Sachsen-Gotha-Altenburg (1772–1822) ⚭ 1797 Luise Charlotte zu Mecklenburg (1779–1801)       | König Georg III. (1738–1820) ⚭ 1761 Sophie Charlotte von Mecklenburg-Strelitz (1744–1818)                        | Herzog Franz von Sachsen-Coburg-Saalfeld (1750–1806) ⚭ 1777 Gräfin Auguste Reuß zu Ebersdorf (1757–1831)         | Herzog Friedrich Karl von Schleswig-Holstein-Sonderburg-Beck (1757–1816) ⚭ 1780 Friederike von Schlieben (1757–1827)                  | Landgraf Karl von Hessen-Kassel ⚭ 1766 Louise von Dänemark und Norwegen (1750–1831)                                                   | Landgraf Friedrich von Hessen-Kassel (1747–1837) ⚭ 1786 Karoline Polyxene von Nassau-Usingen (1762–1823) | Friedrich von Dänemark (1753–1805) ⚭ 1774 Sophie Friederike von Mecklenburg (1758–1794)         |
| Urgroßeltern               | Herzog Ernst I. von Sachsen-Coburg und Gotha (1784–1844) ⚭ 1817 Luise von Sachsen-Gotha-Altenburg (1800–1831) | Herzog Ernst I. von Sachsen-Coburg und Gotha (1784–1844) ⚭ 1817 Luise von Sachsen-Gotha-Altenburg (1800–1831) | Edward Augustus, Duke of Kent and Strathearn (1767–1820) ⚭ 1818 Victoire von Sachsen-Coburg-Saalfeld (1786–1861) | Edward Augustus, Duke of Kent and Strathearn (1767–1820) ⚭ 1818 Victoire von Sachsen-Coburg-Saalfeld (1786–1861) | Herzog Friedrich Wilhelm von Schleswig-Holstein-Sonderburg-Glücksburg (1785–1831) ⚭ 1810 Luise Karoline von Hessen-Kassel (1789–1867) | Herzog Friedrich Wilhelm von Schleswig-Holstein-Sonderburg-Glücksburg (1785–1831) ⚭ 1810 Luise Karoline von Hessen-Kassel (1789–1867) | Landgraf Wilhelm von Hessen-Kassel (1787–1867) ⚭ 1810 Louise Charlotte von Dänemark (1789–1864)          | Landgraf Wilhelm von Hessen-Kassel (1787–1867) ⚭ 1810 Louise Charlotte von Dänemark (1789–1864) |
| Großeltern                 | Prinz Albert von Sachsen-Coburg und Gotha (1819–1861) ⚭ 1840 Königin Victoria (1819–1901)                     | Prinz Albert von Sachsen-Coburg und Gotha (1819–1861) ⚭ 1840 Königin Victoria (1819–1901)                     | Prinz Albert von Sachsen-Coburg und Gotha (1819–1861) ⚭ 1840 Königin Victoria (1819–1901)                        | Prinz Albert von Sachsen-Coburg und Gotha (1819–1861) ⚭ 1840 Königin Victoria (1819–1901)                        | König Christian IX. von Dänemark (1818–1906) ⚭ 1842 Prinzessin Louise von Hessen (1817–1898)                                          | König Christian IX. von Dänemark (1818–1906) ⚭ 1842 Prinzessin Louise von Hessen (1817–1898)                                          | König Christian IX. von Dänemark (1818–1906) ⚭ 1842 Prinzessin Louise von Hessen (1817–1898)             | König Christian IX. von Dänemark (1818–1906) ⚭ 1842 Prinzessin Louise von Hessen (1817–1898)    |
| Eltern                     | König Eduard VII. (1841–1910) ⚭ Prinzessin Alexandra von Dänemark (1844–1925)                                 | König Eduard VII. (1841–1910) ⚭ Prinzessin Alexandra von Dänemark (1844–1925)                                 | König Eduard VII. (1841–1910) ⚭ Prinzessin Alexandra von Dänemark (1844–1925)                                    | König Eduard VII. (1841–1910) ⚭ Prinzessin Alexandra von Dänemark (1844–1925)                                    | König Eduard VII. (1841–1910) ⚭ Prinzessin Alexandra von Dänemark (1844–1925)                                                         | König Eduard VII. (1841–1910) ⚭ Prinzessin Alexandra von Dänemark (1844–1925)                                                         | König Eduard VII. (1841–1910) ⚭ Prinzessin Alexandra von Dänemark (1844–1925)                            | König Eduard VII. (1841–1910) ⚭ Prinzessin Alexandra von Dänemark (1844–1925)                   |
| König Georg V. (1865–1936) | | | | | | | |                                                                                                 |

Das George-V.-Land der Antarktis ist nach ihm benannt.